# Amoklauf von Lüttich
Beim Amoklauf von Lüttich wurden durch die Tat eines 33-jährigen Belgiers am 13. Dezember 2011 mindestens sechs Menschen getötet und 124 verletzt. Eine weitere Person soll von dem Täter kurz vor dem Anschlag getötet worden sein.

## Verlauf

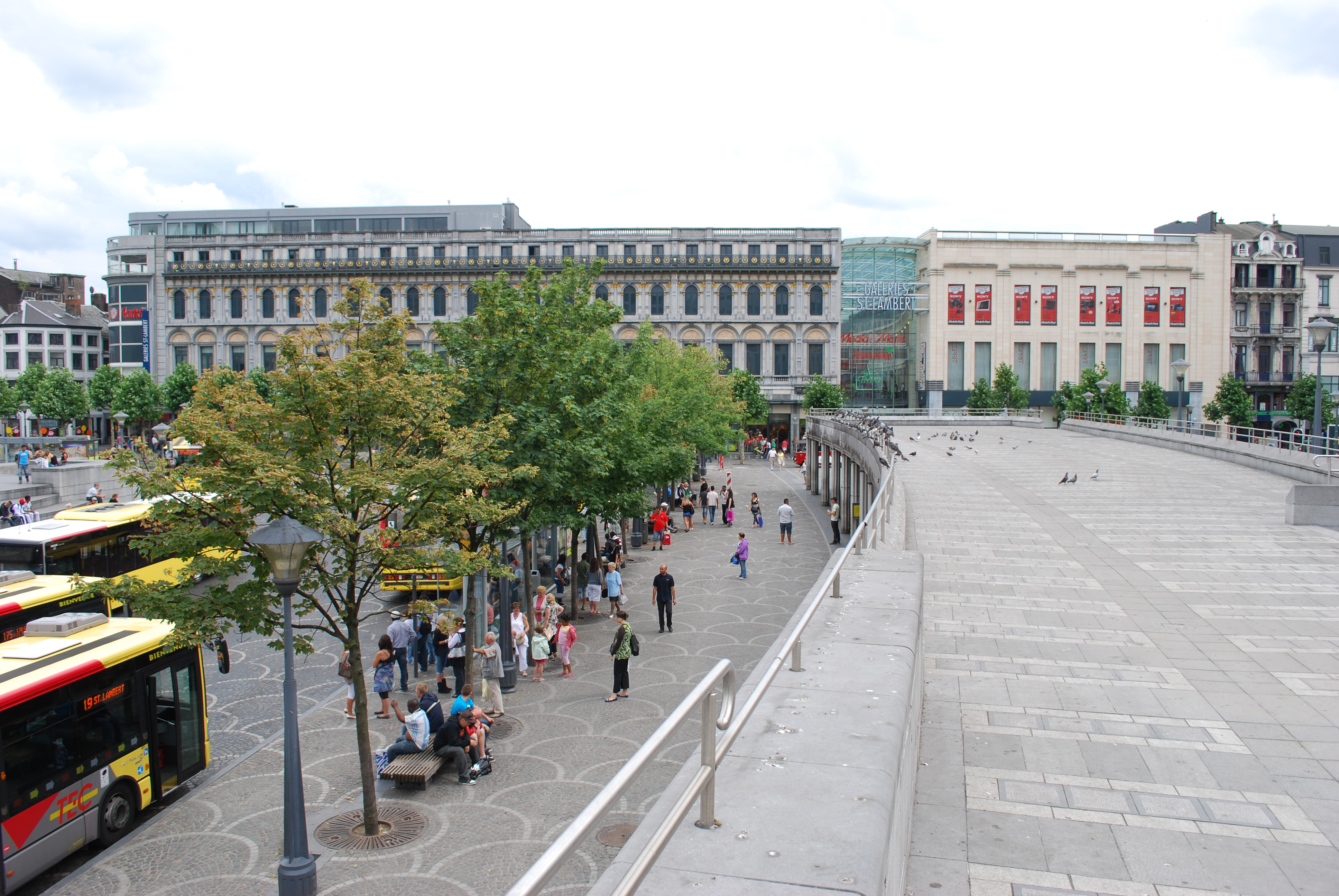
Der Tatort auf einem Bild aus dem Jahr 2010

Der 33-jährige Nordine Amrani (ursprünglich: Nur-al-Din Amrani) nutzte bei dem Anschlag in Lüttich ein Sturmgewehr des Typs FN FAL und mehrere Granaten. Er warf gegenüber einer Bushaltestelle am zentral gelegenen Place Saint-Lambert Blendgranaten auf die wartenden Passanten. Hierbei wurden mehrere Menschen verletzt, gleichzeitig schoss er um sich. Der Täter nahm sich anschließend durch einen Kopfschuss das Leben. Bei den Opfern handelt es sich um zwei Jugendliche im Alter von 15 und 16 Jahren und ein Kleinkind im Alter von 17 Monaten. Am 15. Dezember 2011 erlag zudem eine 75-jährige Frau ihren schweren Verletzungen. Zuvor soll er bereits in der Rue Bonne Nouvelle in Lüttich die 45-jährige Putzfrau eines Nachbarn durch einen Kopfschuss getötet haben.

## Täter
Der Täter Nordine Amrani (* 15. November 1978 in Ixelles/Elsene bei Brüssel) wurde als Sohn marokkanischer Einwanderer geboren. Amrani bekannte sich nach Angaben seines Anwalts zu keinem Glauben.
Er verwaiste sehr früh und wuchs in einem Kinderheim in der Nähe von Brüssel auf. Wegen Vergewaltigung und Nötigung war er vorbestraft. Im September 2008 wurde er wegen illegalen Waffenbesitzes und Anbau von Cannabis zu vier Jahren und zehn Monaten Haft verurteilt. Bei der Durchsuchung im Jahre 2008 wurden mehrere Waffen, darunter eine reaktive Panzerbüchse des Typs M72, ein AK-47 und ein Karabiner 31, sowie 9500 Waffenteile und große Mengen an Munition gefunden. Im Oktober 2010 kam er auf Bewährung frei. Am Tag der Tat sollte er wegen eines Vergewaltigungsvorwurfs bei der Staatsanwaltschaft Lüttich erscheinen.